# دوكوسان
| الخواص العامة للدوكوسان | الخواص العامة للدوكوسان    |
| ----------------------- | -------------------------- |
| الصيغة البنائية         | C22H46                     |
| رقم CAS                 | 629-97-0                   |
| رقم EC                  | 211-121-5                  |
| الخواص الفيزيائية       |                            |
| المظهر                  | بللورات صلبة غير ملونة.    |
| نقطة الذوبان            | 36.7 C°                    |
| نقطة الغليان            | 224 C° عند 15 mmHg و 2 kPa |
| كثافة البخار            | 10.8 g / l                 |
| ضغط البخار              | -                          |
| الكثافة                 | 0.778 g/cm3                |
| نقطة الوميض             | 113 C° (إناء مغلق)         |
| حد الانفجار             | -                          |
| نقطة الاشتعال الذاتية   | -                          |
| الذوبان في الماء        | -                          |

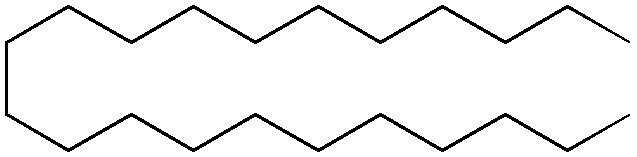
الصيغية الكيميائية للدوكسان

الدوكوسان , هو أحد الألكانات الهيدروكربونية, وله الصيغة البنائية CH3(CH2)20CH3.

## وصلات خارجية
- شهادة بيانات أمان المواد – دوكوسان
- دوكوسان